# Paratypothoracini
Paratypothoracini é um clado de aetossauros dentro da subfamília Aetosaurinae. É um taxon nó base que inclui os Heliocanthus, Paratypothorax, Tecovasuchus, e todos os descendentes de seu ancestral comum mais recente. Como muitos dos aetossauros, a maioria das sinapomorfias que diagnosticam o clado são encontrados nas osteodermas. Incluem protuberancias nas placas paramediana dorsal que nunca ou quase nunca entram em contato com a margem posterior das placas dorso ventral achatadas com "chifres", formadas a partir chifres laterais, da região cervical e dorsal anterior.